# Слідство ведуть ЗнаТоКі. Динозавр
«Слідство ведуть ЗнаТоКі. Динозавр» — радянський детективний телевізійний художній фільм 1972 року, справа п'ята з циклу фільмів «Слідство ведуть ЗнаТоКі».

## Сюжет
У під'їзді будинку убита ударом ножа людина на прізвище Сєров. Він жив не тут, родичів і близьких приятелів, до яких він часто заходив би в гості, в під'їзді немає. Мабуть, єдині, до кого він міг прийти, — два брата, Гнат і Афанасій Нікішини, які живуть в одній з квартир під'їзду, вони знайомі з убитим по іграх в доміно. Старший Гнат — художник-початківець, молодший Опанас — закінчує школу. Але що змусило убитого йти до цих, по суті, зовсім не близько знайомих людей?
Розслідуючи вбивство, «ЗнаТоКі» виходять на фальшивомонетника зі стажем Міхєєва. Після тривалої відсидки він зібрався знову зайнятися колишнім ремеслом і має намір доручити Гнату найтоншу частину роботи — виготовлення кліше. Міхєєв близько зійшовся з братами, допомагав їм грошима, кажучи, що знайшов покупця гравюр Гната. Водив по ресторанах, привчаючи до «красивого життя», і поволі вселяв думку, що видобуток коштів на це красиве життя зовсім не зобов'язаний бути абсолютно чесним. Як з'ясувалося, Сєров раніше добре знав Міхєєва, його кримінальне минуле. Побачивши хлопців в компанії Міхєєва на футбольному матчі, мав намір попередити їх, але не встиг. Міхєєв теж впізнав Сєрова і, здогадавшись про його подальші дії, підкараулив в під'їзді і зарізав.
Під час обшуку у Міхєєва виявляється лист його покійної коханки, з якого випливає, що молодший Нікішин, Афанасій, — його син. Таким чином, Міхєєв організовує своєрідну «батьківську» опіку над братами, вводячи їх в свою справу. Щоб зберегти цю особисту таємницю Міхєєва, а також щоб не травмувати юнаків, слідчий Знаменський йде фактично на посадовий злочин — дозволяє Міхєєву знищити лист, який міг би бути долучений до справи. Це помічає Томін, однак, ознайомившись з листом, він визнає правоту Пал Палича.

## Ролі виконують

### У ролях
- Георгій Мартинюк —  Павло Павлович Знаменський (Пал Палич), слідчий, майор міліції
- Леонід Каневський —  Олександр Миколайович Томін (Шурик), старший інспектор карного розшуку, майор міліції
- Ельза Леждей —  Зінаїда Янівна Кібріт (Зіночка), експерт-криміналіст, капітан міліції
- Володимир Самойлов —  Сергій Пилипович Міхєєв, фальшивомонетник
- Євген Карельських —  Гнат Нікішин (Ігнаша), старший брат Афанасія, художник-початківець
- Олександр Котов —  Афанасій Нікішин (Афоня), молодший брат Гната, десятикласник
- Петро Полєв —  сусід Сєрова по дому, свідок у справі

## Знімальна група
- Режисер — В'ячеслав Бровкін
- Сценаристи — Олександр Лавров, Ольга Лаврова
- Оператор — Владислав Єфімов
- Композитор — Марк Мінков
- Художник — Лариса Мурашко